# Eduardo Benot
Eduardo Benot Rodríguez (Cádiz, 26 de noviembre de 1822-Madrid, 27 de julio de 1907) fue un político, escritor, matemático, filólogo, lingüista y lexicógrafo español, perteneciente a la generación del 68.

## Biografía
Nació el 26 de noviembre de 1822 en Cádiz, en la calle de la Virreina (hoy desaparecida tras la ampliación de la plaza de la Catedral Nueva) en el seno de una familia culta y políglota: su padre, Julián Bernardo Benot, originario de Cuneo (Piamonte), fue un oficial del ejército de Napoleón Bonaparte que se afincó en Cádiz tras la Guerra de la Independencia, y su madre, María de los Dolores Rodríguez de Vicherón, una poetisa de noble cuna nacida en Chiclana de la Frontera; fue bautizado en Cádiz el 29 de noviembre de 1822.
Benot padeció una infancia estragada por la enfermedad. Él mismo lo cuenta a León y Domínguez en una de sus cartas:

Yo vine al mundo muy falto de salud, decíame en una carta. Me dieron a los dos años las viruelas y desde entonces fui el rigor de las desdichas. Me entraron frecuentemente alferecías, padecía de los ojos y raro era el mes en que yo no hacía cama.

La familia encarga su curación a un tal Joaquín Cordero, médico sin ejercer, hombre rico, caritativo y brusco, poco amigo de los farmacéuticos y de la excesiva medicación. Recomienda paseos y carreras matutinas para la recuperación del niño y una rigurosa dieta. La más enérgica recomendación médica es la de no coger ningún libro: sólo le permite dibujar para no aburrirse (sin duda debía demostrar el enfermo un excesivo interés por la lectura, para provocar una prohibición tan extrema). Y es que desde muy joven Eduardo Benot mostró una inteligencia precoz, que cultivó con ahínco y esmero: así, a los catorce años ya escribía artículos periodísticos de carácter político en su Cádiz natal, en concreto en El Defensor del Pueblo.
Entre las facetas que sobresalen en la intensa vida del personaje destaca su pasión por la enseñanza. A los veintidós años Eduardo Benot fue nombrado profesor de Filosofía (y posteriormente también de Lógica) del prestigioso Colegio de San Felipe Neri de Cádiz, cuyo oratorio fue sede de las Cortes que promulgaron la Constitución de 1812 y que fue fundado por Alberto Lista, su preceptor de Literatura. Más tarde habrá de ser rector del mismo (1852-1868) e incluso su propietario. En aquella época cofundó junto con el marqués de Casa La Iglesia Manuel Guilloto y con Guillermo Macpherson una sociedad llamada "La Amistad" dedicada al estudio de la Filosofía y de la Literatura, de la cual fue inspirador y director honorario el sevillano Juan José Arbolí, obispo de Cádiz. Esta devoción por las artes y la cultura lo auparían andando el tiempo a la Academia de Bellas Artes de Cádiz. En 1851 fundó en Cádiz una humorísticamente llamada Sociedad de la Juventud Perpetua, a causa de que quienes la formaban habían traspuesto los treinta y cinco años salvo acaso Benot, que contaba entonces veintinueve. Fue entonces cuando empezó a componer versos, única faceta en la que no destacó sino como el interesante teorizador métrico de su libro Versificación por pies métricos.
Como estudioso realizó con éxito incursiones en el mundo de las ciencias experimentales: los gabinetes de Física y de Química de los que dotó al Colegio de San Felipe Neri fueron los más completos del Cádiz de su época, y célebres fueron sus estudios sobre Astronomía, Aritmética y Geodesia, o el curioso ensayo Movilización de la fuerza del mar: aprovechamiento de los motores irregulares como las mareas y las olas, que presentará en la Academia de Ciencias Exactas, Físicas y Naturales de la que fue numerario. En el Observatorio de Marina de San Fernando ejerció asimismo como titular de las Cátedras de Astronomía y de Geodesia durante muchos años, impartiendo sus enseñanzas en el Curso de Estudios Superiores de la Marina. Asimismo, y según ha explicado Juan Antonio Fierro Cubiella en su monografía La electricidad en la ciudad de Cádiz: apuntes para su historia (1862-2008), siendo director del Colegio San Felipe Neri trabajó con el entonces alcalde de Cádiz, Juan Valverde, para traer por primera vez la luz eléctrica a Cádiz, lo que aconteció en 1862.
Eduardo Benot fue asimismo un lingüista extraordinario, adelantándose en la Europa de su tiempo a las tesis del suizo Ferdinand de Saussure: su obra Arquitectura de las lenguas, reimpresa en multitud de ocasiones aun en nuestros días, ha devenido un clásico entre los estudiosos. En este mismo ámbito son de reseñar, entre otras muchas, su Gramática general, los monumentales Diccionario de asonantes y consonantes y Diccionario de ideas afines y elementos de tecnología (en el que colaboraron como auxiliares Antonio y Manuel Machado dedicándose a la parte relativa a los verbos), Los duendes del lenguaje (obra póstuma), la Prosodia castellana y diversificación, o el Examen crítico de la acentuación castellana. Su amor por la lengua como instrumento de formación y de comunicación lo proyectó asimismo a los idiomas extranjeros, que dominaba en buen número desde la infancia: además de publicar Cuestiones filológicas y Métodos para la enseñanza de los idiomas, ha pasado también a la historia por haber introducido el método Ollendorff en España en sendas gramáticas francesa, inglesa, italiana y alemana (1851 a 1854).
Su pensamiento político, netamente progresista en la España de su época, fue proclamado a través de diversos periódicos, según Manuel Ossorio y Bernard: en los gaditanos El Defensor del Pueblo (del que fue redactor en sus años juveniles) y La Alborada (del que fue igualmente redactor); en La Discusión (diario de alcance nacional, utilizado como órgano del Partido Republicano, que dirigió), en La Europa (1874, publicación bisemanal lisboeta que fundaría en el exilio portugués y en la que colaboraron republicanos de varios países como Víctor Hugo, Alfred Naquet, Pi y Margall, Estanislao Figueras, etc.), en La Vanguardia de Madrid (del que fue director de regreso a España); en La Ilustración Artística  y El Gato Negro de Barcelona, en La Igualdad (1868) y La República Ibérica (1870) de Madrid, en Revista Contemporánea  etc.

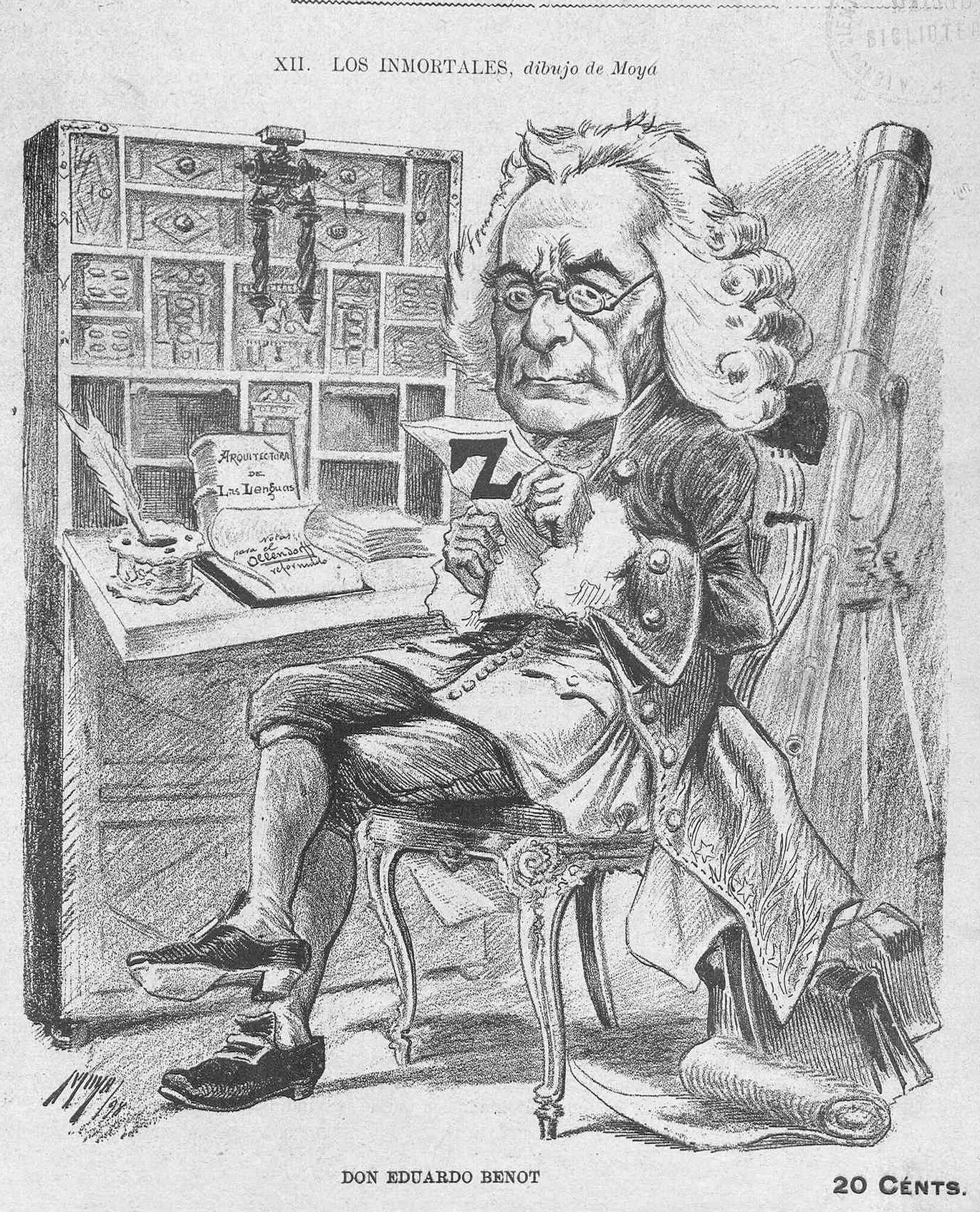
Benot caricaturizado en Madrid Cómico (por Moya)

No menos relieve merece su amor por la Literatura. Si por una parte estudió a los clásicos (célebres son su Estudio acerca de Cervantes y el Quijote y su Estudio preliminar a las obras dramáticas de Guillermo Shakespeare, en el que fue el primero en datar con exactitud la muerte del dramaturgo inglés el 4 de mayo de 1616), por otra fue autor de una extensa producción dramática o poética (gran parte de ella inédita, si bien sobresalen sus poemarios España y Patria); a título de anécdota fue incluso autor de algún libreto de zarzuela (El muerto vivo, Cádiz, 1850). La calidad de su obra literaria le abrió las puertas al ingreso como numerario en la Real Academia Española en 1887 (de la que era correspondiente desde 1860), en la que leyó un erudito discurso de ingreso sobre Gramática titulado ¿Qué es hablar? el día de su recepción pública en la docta casa el 14 de abril de 1889, discurso al que contestó Víctor Balaguer. En los catálogos de la Biblioteca Nacional constan a fecha de hoy más de sesenta registros de Eduardo Benot, así como una decena de prólogos y traducciones de otras obras.
Pero el Benot estudioso, científico y literato no pudo nunca ocultar su inquietud hacia la política, a la que consideró un instrumento de transformación social. Desde muy joven ingresó en el Partido Republicano, tomando parte activa en los acontecimientos revolucionarios de la Vicalvarada de 1854 y de 1856; no obstante, transcurrido el bienio progresista se apartó de la vida política durante varios años. Tras la Revolución de 1868, iniciada precisamente en Cádiz, fue proclamado vocal de la Juntas revolucionarias municipal y provincial; en las elecciones a Cortes constituyentes del siguiente año fue elegido diputado al Congreso (del que sería secretario) por la circunscripción de Jerez de la Frontera disputando el escaño al General Prim, del Partido Monárquico: desde entonces, cuando fijaría su residencia en Madrid definitivamente, se convirtió en estrecho colaborador de Pi y Margall. En 1872, fecha en la que fue elegido Senador por Gerona (actuaría asimismo como secretario de la Cámara Alta), pronunció un celebérrimo discurso de contestación al de la Corona que sería traducido a casi todos los idiomas europeos; en concreto formó parte del selecto grupo de diputados y senadores que elaboró el mensaje de contestación de las Cortes españolas al que redactara Amadeo de Saboya tras su abdicación. Tras este acontecimiento fue nombrado secretario de la Asamblea Nacional, destacando en esta época el logro de la abolición de la esclavitud en Puerto Rico (1873). Proclamada la Primera República fue designado ministro de Fomento y redactor del contraproyecto de Constitución federal en oposición al proyecto de Emilio Castelar. Después del golpe de Pavía que puso fin a la Primera República se exilió en Lisboa donde mantuvo estrechos contactos con republicanos españoles, franceses y portugueses, hasta que el gobierno luso lo expulsó de su territorio por lo que regresó a Madrid; en tal época el Partido Republicano se había escindido en dos corrientes, incorporándose él a la federalista. Desde 1880 vivió alejado de la política y dedicado a sus trabajos científicos, si bien retomaría la actividad pública en 1893 en contra de su voluntad, ya que sería de nuevo elegido diputado, esta vez por Madrid. A la muerte de Pi y Margall (1901) fue elegido presidente del Partido Republicano Federal.
Su paso por el Gobierno republicano como ministro de Fomento (a cuyo cargo estaban, entre otras, las tareas de Instrucción Pública, de Obras Públicas y de Agricultura), pese a su brevedad, fue aprovechado para reformar la injusta sociedad que le tocó vivir. Así, ejerció una labor fecundísima al frente de esta cartera: comenzó por actualizar los expedientes atrasados y por normalizar el funcionamiento administrativo del Ministerio, se preocupó de que los Municipios abonaran las deudas contraídas hacia los maestros, elaboró una histórica ley sobre el trabajo de los niños y de las mujeres en talleres y fábricas (primera en este sentido promulgada en España), fomentó la extensión de la enseñanza a las más amplias capas de la población (aunque a veces se preguntara con amargura si realmente el pueblo deseaba aprender), y fundó el Instituto Geográfico y Estadístico. Desde su despacho de Madrid nunca se olvidó de su Cádiz natal, cuyos muelles rediseñó y fomentó, y a cuyo entorno geográfico dedicó el ensayo Memoria sobre la limpia de la bahía de Cádiz, por todo lo cual obtuvo el agradecimiento de la trimilenaria ciudad cuyas autoridades portuarias bautizaron con su nombre un remolcador que, activo hasta fechas no muy lejanas, formó parte de la flota que transportó a las tropas del general Francisco Franco de Ceuta a Algeciras en los primeros días de la Guerra Civil.
La preocupación por los menores, a los que consideró dignos de la mayor protección por la debilidad de su posición en la sociedad de su tiempo, constituyó una obsesión continua en la vida y en la obra de Eduardo Benot, hasta el punto de poder afirmarse sin temor a la duda que fue el pionero en la protección social de la infancia en España. Este ánimo tuitivo por los menores lo plasmó en dos ámbitos.

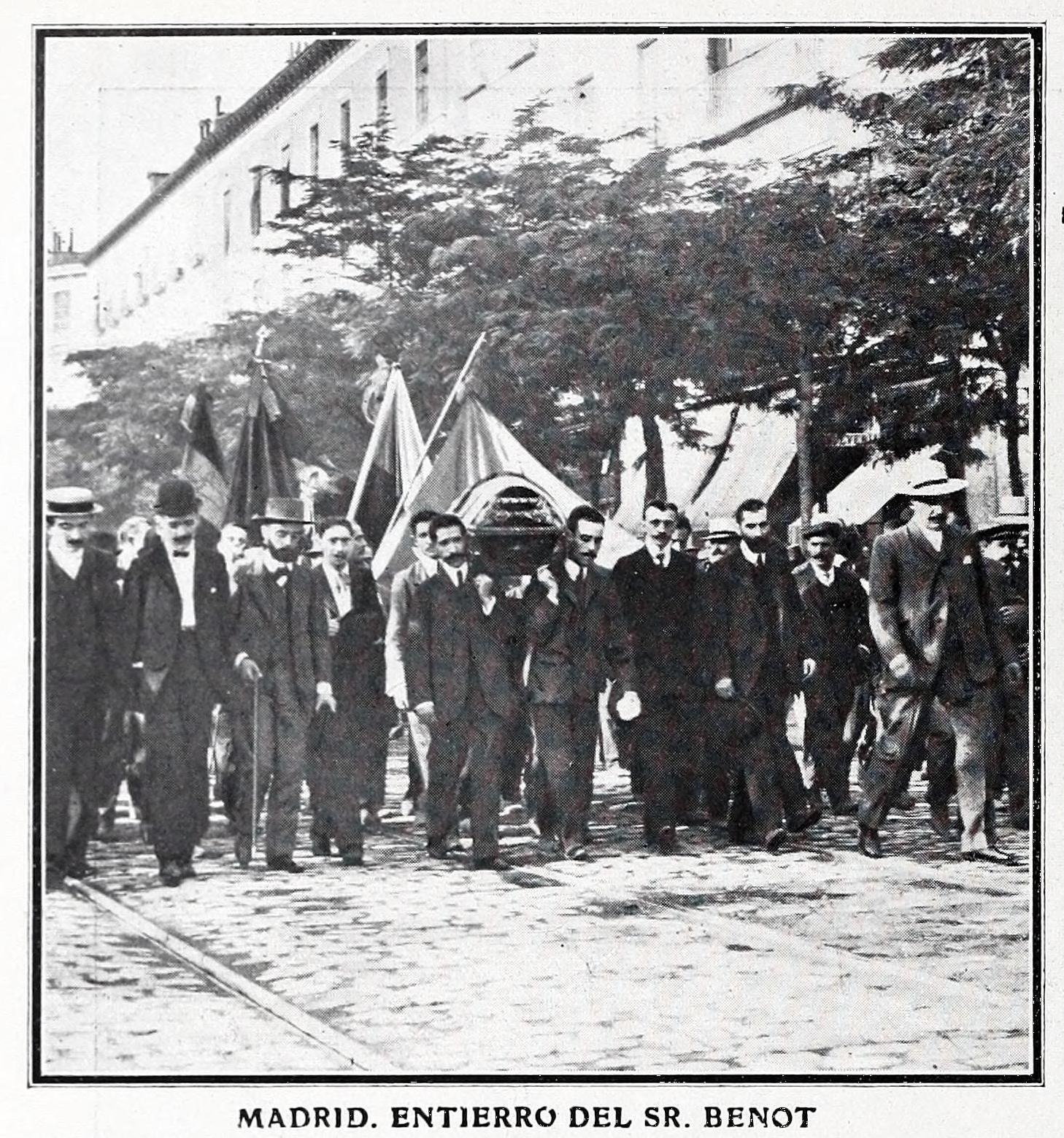
Entierro de Benot

En el plano de la formación destacó su afán por extender la educación a las más amplias capas populares en el convencimiento de que el progreso de la Nación dependía de la formación de sus gentes. En este sentido fue un adelantado en preconizar lo que después se denominó la Escuela única, esto es, la necesidad de unificación del plan de enseñanza que, según Benot, debería comenzar a los tres años y extenderse hasta los dieciséis, edad en que se habría de aprender un oficio o iniciar estudios universitarios. Su experiencia docente le permitió publicar una obra crítica con el sistema educativo de su tiempo, Errores sobre educación e instrucción pública (cuya primera edición está fechada en Cádiz en 1863), de gran resonancia en su época; a este respecto llegó a sugerir la destrucción de un buen número de los libros de texto de entonces, "ya que son muchos los que valen poco y muy pocos los que valen mucho"; en su ánimo estuvo la asunción de la educación de la infancia por el Estado como tarea prioritaria para garantizar el futuro de la Nación. En 1985 la Diputación Provincial de Cádiz editó en una completa monografía un compendio sobre La cuestión educativa en Eduardo Benot, obra de Rafael Jiménez Gámez.

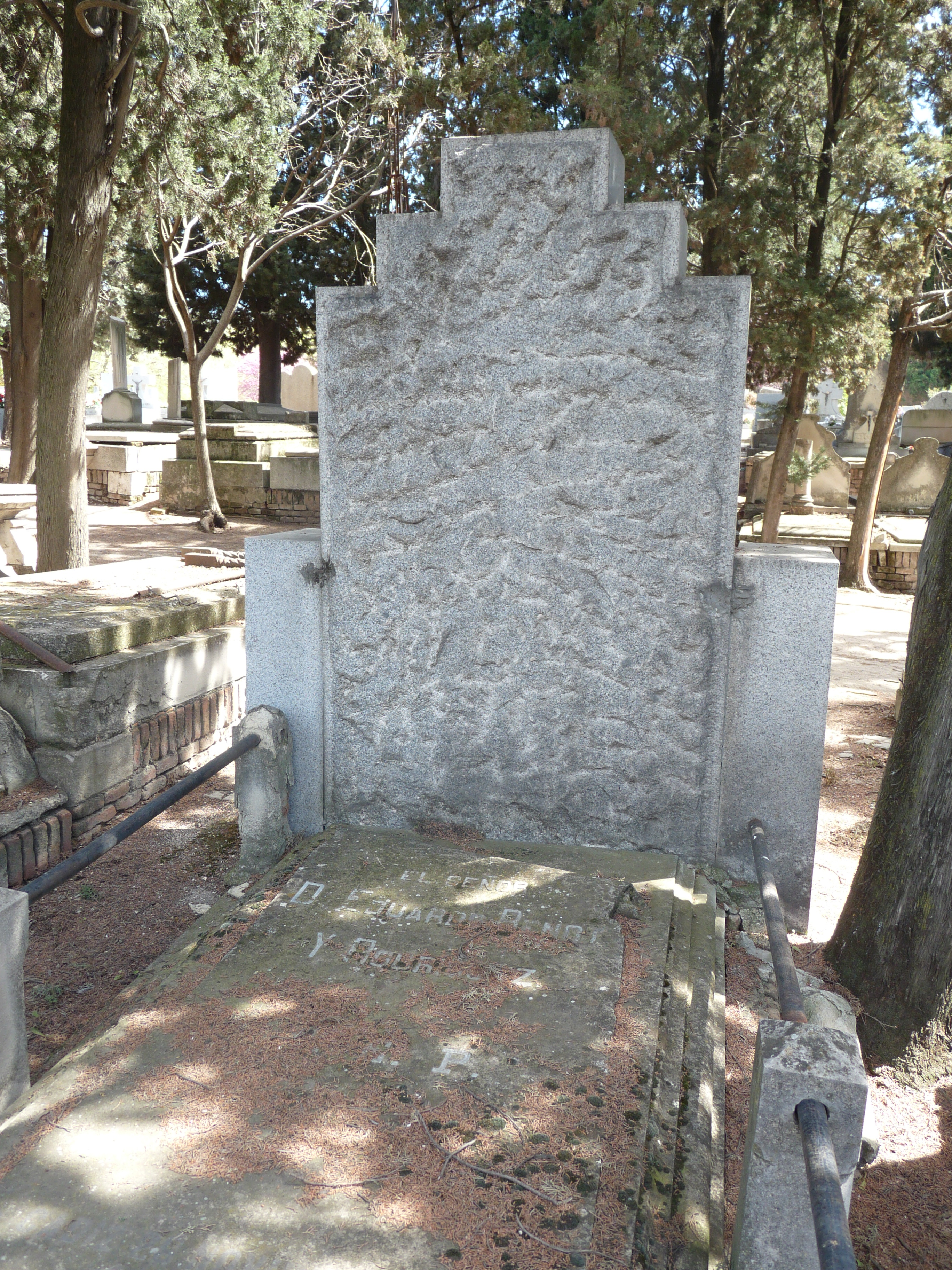
Tumba de Benot en el cementerio civil de Madrid

En el ámbito laboral fue el propulsor y redactor de la Ley de 24 de julio de 1873 sobre regularización del trabajo en los talleres y la instrucción en las escuelas de los niños obreros de ambos sexos, más conocida por la Ley Benot, mediante la que se pretendió atender con urgencia a la protección de los menores desde un punto de vista legislativo; se trata de una norma calificada como una Ley muy audaz para la época en que fue promulgada  Aunque era un texto legal dirigido a los niños de ambos sexos, puede ser asimismo considerada como la primera iniciativa legislativa sobre protección de la mujer trabajadora adoptada en España, pues reguló la jornada laboral y el trabajo nocturno hasta los diecisiete años, así como la asistencia a la escuela para todas las niñas hasta los catorce años.
Eduardo Benot entendió que los dones de intelectualidad y pedagogía de que gozaba debía proyectarlos al máximo: en los diarios de la época se le retrata como un altruista maestro de todo tipo de personas a las que enseñaba Idiomas, Matemáticas, Literatura, Filología, etc. En este sentido colaboró con la Institución Libre de Enseñanza que fundaran en 1876 Francisco Giner de los Ríos, Gumersindo de Azcárate y Nicolás Salmerón, donde tuvo ocasión de poner en práctica sus renovadoras ideas sobre pedagogía trabajando con personalidades de la talla de Joaquín Costa o Federico Rubio; en este centro fue asimismo preceptor de los hermanos Machado (Manuel y Antonio), que asistían con asiduidad a la tertulia de su casa madrileña, y el segundo de los cuales le dedicaría un bello poema de madurez con la dedicatoria Al venerable maestro don Eduardo Benot.
Constituye Benot un ejemplo de prohombre de su tiempo: probablemente masón, y en todo caso un romántico de libro, fue un trabajador incansable. Persona de una estricta autodisciplina, amanecía invariablemente a las cuatro de la madrugada para iniciar su jornada laboral. La muerte le sorprendió en Madrid el 27 de junio de 1907 preparando una completísima Gramática española que le encargara la Real Academia Española; tres años después de su óbito vería la luz El arte de hablar. Gramática filosófica de la lengua castellana.
Fue Eduardo Benot un incomprendido en su tiempo: como ha escrito de él Mercedes López Alcayde, Benot pertenece a una minoría:
Su voz es oída por el pueblo, que no le comprende, pero le presiente. Su testamento fue intelectual, nunca material: en palabras de M. R. Blanco Belmonte ("El primer almuerzo de un ex Ministro republicano", Blanco y Negro, 10 de diciembre de 1933), "muchas veces pudo ser rico y optó por vivir honrado, el gran maestro Benot tuvo, en efecto, un solo orgullo: el de cruzar por el mundo del brazo de la Honradez, que, generalmente, va acompañada de la hermana pobreza".
El 12 de diciembre de 2007, con ocasión del primer centenario de su fallecimiento, diversas instituciones gaditanas promovieron la colocación de una placa en su homenaje en la fachada del antiguo colegio San Felipe Neri en un acto presidido por la alcaldesa de Cádiz Teófila Martínez. Con tal motivo los descendientes de Eduardo Benot hicieron entrega al Ateneo de la ciudad de valiosos fondos bibliográficos sobre el personaje que hoy pueden consultarse en su sede.

## Labor
Fue autor de dramas, comedias, poesías y artículos de prensa. También elaboró estudios de Física y Matemáticas. Fue un gran pedagogo de las lenguas (entre sus discípulos tuvo a Pascual Martínez Abellán (Pliego, Murcia, 1858-Barcelona, 1929) y posiblemente a Antonio de la Calle) y publicó obras para la enseñanza de los idiomas inglés, francés, italiano y alemán. Se distinguió especialmente por sus obras filológicas y fue un gran estudioso de la métrica castellana. Figuran entre sus obras más importantes Prosodia castellana y versificación, Gramática filosófica de la lengua castellana, Arquitectura de las lenguas y Diccionario de ideas afines (1899). Sus ideas gramaticales están fundadas en una concepción racionalista y casi matemática del idioma como expresión exclusivamente lógica del pensamiento humano, con un fondo de coincidencias estructurales entre todas las lenguas que justifica la existencia de una Gramática general. En Benot se percibe una presencia efectiva de los nuevos aires procedentes de la lingüística histórica y de la nueva Psicología, que se estaba constituyendo como ciencia positiva por aquel entonces, lo cual suscita en el gaditano un funcionalismo extremo y una comprensión más amplia del lenguaje humano y no evitó los problemas a que podía llegar con ese enfoque; por ejemplo, en su Arte de hablar. Gramática filosófica de la lengua castellana (1910) tropezó con el patrón sintáctico Sé a lo que vienes, señalando que la preposición no aparece, como sería de esperar, ante el pronombre relativo, sino que se coloca delante del antecedente, contraviniendo los principios sintácticos más básicos. De ahí que Benot, como buen representante de las corrientes racionalistas, señale que la construcción correcta debería ser Sé lo a que vienes y no desatienda el uso, por lo que señala que "los escritores modernos cuidan algo de evitar estas construcciones..., pero el uso prosigue tenaz y sin variación ninguna." Incapaz de encontrar un análisis adecuado para la construcción popular, concluye: "Hay aberraciones que no consienten el análisis". Tuvo algunos seguidores, como Vidal Rodríguez, quien en 1925 saca a la luz la segunda parte de sus Lecciones de gramática española bajo el título de Sintaxis. Como científico tradujo, de M. F. Vallés, Errores en los libros de matemáticas: estudios filosóficos sobre la ciencia del cálculo, Cádiz, 1863 (Imp. de la Revista Médica) y entre otros opúsculos fue uno de los primeros interesados en explotar la energía mareomotriz. Las preocupaciones pedagógicas constituyeron asimismo una constante a lo largo de toda su vida; introdujo el Método Ollendorf en España para enseñar lenguas modernas y lo aplicó la enseñanza del inglés, el francés, el italiano y el alemán, cuyas gramáticas elaboró con claves de ejercicios; sus ideas en cuanto a pedagogía general influyeron, más que en la Institución Libre de Enseñanza, en la generación del 98. Su Diccionario de ideas afines (1899) fue elaborado por una sociedad de escritores dirigida por él y tuvo entre sus colaboradores a Antonio y Manuel Machado.

## Obras

### Matemáticas y Física
- Aritmética general, Madrid: Mariano Núñez Samper, ca. 1895, 4 tomos en dos vols.
- Sistema métrico: complemento á la aritmética general Madrid: Mariano Nuñez Samper, Editor, ca. 1895-1900
- Movilización de la fuerza del mar, o Aprovechamiento de los motores irregulares, como las mareas y las olas por el intermedio del aire comprimido, con varias aplicaciones. Memorias de la R.A. de Ciencias Exactas, Físicas y Naturales de Madrid, tomo IX. Madrid: Imprenta de la Viuda e hijo de D. Eusebio Aguado, 1881.

### Lingüística
- Los casos y las oraciones. Madrid: Sucesores de Hernando, 1914.
- Arquitectura de las lenguas Madrid: Pedro Nuñez, c. 1890, tres tomos.
- Arte de hablar: gramática filosófica de la lengua castellana Madrid: Sucesores de Hernando, 1910; también Madrid: Suc. de Hernando, 1921; Buenos Aires: Edic. Anaconda, 1945; Barcelona: Anthropos, 1991, con introducción de Ramón Sarmiento)
- Breves apuntes sobre los casos y las oraciones: preparatorios para el estudio de las lenguas, Madrid: Librería de la Viuda de Hernando y Comp.ª, 1888; también Madrid: Sucesores de Hernando, 1910, 1923, 1928 y 1933; Madrid: Hijos de Tello, 1914; Granada: La Vela, 2000, estudio introductorio, Manuel Peñalver Castillo; México: UNAM, 2001 edición y estudio de Juan M. Lope Blanch.
- Examen crítico de la acentuación castellana Madrid: Librería de la Viuda de Hernando y Cía., 1888
- Los duendes del lenguaje. Obra póstuma de D. Eduardo Benot Madrid: Mariano Sánchez editor librero, 1908.
- Prosodia castellana y versificación Madrid: Juan Muñoz Sánchez editor, 1892 (Imprenta de Pedro Nuñez), 3 vols.; reimpreso en Sevilla: Padilla Libros, 2003
- "Qué es hablar", en Discursos leídos ante la Real Academia Española en la recepción pública de... el 14 de abril de 1889 Madrid: Imprenta de la Viuda de Hernando y Compañía, 1889.
- "El análisis atomístico-gramatical", en La España Moderna, 16, 1904, n. 57-71.
- "Estudio aislado de las palabras", en La España Moderna, 16, 1904, n. 88-89.
- "Signo de pasiva se", en La España Moderna, 16, 1904.
- "Uso de los modos y los tiempos", en La España Moderna, 16, 1904, n. 55-67
- Copia del proyecto de gramática para examen del señor Menéndez Pelayo, manuscrito anónimo inédito de la Biblioteca Menéndez Pelayo atribuido con fundamento a Benot por Mesa.

### Didáctica
- Cuadros sinópticos para facilitar la traducción al francés de las voces castellanas "al, algo, aquel, aquella, del, él, esa..." dictados por J. Troullioud...; precedidos de un prólogo por Don Eduardo Benot. Madrid : Hernando y Cia., 1900
- Errores en materia de educación y de instrucción pública Cádiz, 1862 (Imp. de la Revista Médica); segunda edición Madrid, 1897; tercera 1899 (Hernando y Cía.)
- Ollendorff reformado: gramática francesa, y método para aprenderla; Cádiz, 1858;  Cádiz: Verdugo Morillas, 1864; después Madrid: Hernando, 1877, 1898, 1903, 1908, 1914, 1923, 1926, 1940.
- Ollendorff reformado: Gramática inglesa y método para aprenderla Madrid: Hernando, 1878, 1898, 1904, 1911, 1922, 1929
- Ollendorff reformado: Gramática italiana y método para aprenderla Cádiz: Verdugo Morillos y Compañía, 1864; después  Madrid: Hernando, 1928
- Epítome del primer curso de francés Madrid, 1887 (Imp. de la Viuda de Hernando)
- Gramática francesa y método para aprenderlaMadrid: Librería de Perlado, Páez y Compañía, 1920
- Gramática italiana Cádiz, 1860 (Imprenta y Litografía de la Revista Médica)
- Gramática italiana y método para aprenderla: (Ollendorff reformado) Madrid: Libr. de los Sucesores de Hernando, 1911
- Método del Dr. Ollendorff para aprender a leer, hablar y escribir un idioma cualquiera adaptado al francés: para uso de los alumnos del Colegio de S. Felipe Neri de Cádiz Cádiz: Imprenta y Librería de la Revista Médica, 1856
- Método del Dr. Ollendorff para aprender a leer, hablar y escribir un idioma cualquiera adaptado al inglés para uso de los alumnos del Colegio de S. Felipe Neri de Cádiz, clave de los temas o correcta versión al inglés de los ejercicios. Cádiz: Revista Médica, 1853
- Métodos para aprender la lengua francesa Madrid: Librería de la Viuda de Hernando y Cía., 1886-1888
- Nociones de Gramática práctica de la Lengua Castellana: con cien ejercicios de composición Madrid, 1903 (Imprenta Alemana)
- Nuevo método del Dr. Ollendorff para aprender á leer, hablar y escribir un idioma cualquiera adaptado al francés Cádiz, 1854 (Imprenta Gaditana, a cargo de Enrique Otero)
- Programa del primer curso de francés Madrid, 1887 (Imp. de la Viuda de Hernando y Cª)
- Programas del segundo curso de francés Madrid: Hernando, 1888
- Versiones francesas recopiladas de los mejores hablistas, Madrid: Viuda de Hernando y cia, 1889

### Diccionarios
- Diccionario de asonantes i consonantes Madrid: Juan Muñoz Sánchez, s. a. (1893)
- Diccionario de frases rimadas: ... echas... expresiones familiares, fórmulas usuales,... modismos, etc. Prólogo presentación de Joaquín Gil. Buenos Aires: "El Ateneo", 1941
- Diccionario de ideas afines y elementos de tecnología Con un prólogo... de Alfonso López Miranda. Buenos Aires: Anaconda, 1942
- Diccionario de ideas afines y elementos de tecnología compuesto por una sociedad de literatos bajo la Dirección de D. Eduardo Benot. Madrid: s. n., s. a. (Imprenta de Pedro Núñez)

### Ensayo
- En el umbral de la ciencia: temas varios Madrid, 1889 (Imp. de la Viuda de Hernando y Cía.)
- Estudio acerca de Cervantes y el Quijote Madrid: Idamor Moreno, 1905
- "Estudio preliminar" a Guillermo Shakespeare, Obras dramáticas; versión castellana de Guillermo Macpherson. Madrid: Perlado, Páez y Cª, Sucesores de Hernando, 1885-1912.
- Patria Madrid: Fortanet, 1890

### Poesía
- España: Poesías Madrid: Idamor Moreno, 1905

### Métrica
- Prosodia castellana y versificación Madrid: Juan Muñoz Sánchez editor, ca. 1895 (Imprenta de Pedro Nuñez), 3 vols.; reimpreso en Sevilla: Padilla Libros, 2003

### Teatro
- El muerto vivo: zarzuela en dos actos; música de Francisco de Asís Gil. Cádiz, 1850 (Imp. de la Revista Médica).
- Mi siglo y mi corazón. Drama. 1863.

### Varios
- Memoria sobre la limpia de la bahía de Cádiz y con más especialidad del caño del arsenal Cádiz, 1885 (Imp. de Federico Joly)
- Temas varios Madrid, 1884 (Tip. Manuel G. Hernández)